# A Última Ceia (Castagno)
A Última Ceia (1445-1450) é um afresco do artista renascentista italiano Andrea del Castagno, localizado no refeitório do Convento de Sant'Apollonia, hoje Museo di Cenacolo di Sant'Apollonia, e acessado através de uma porta na Via Ventisette Aprile, na esquina com Santa Reparata, em Florença, região da Toscana.
A pintura retrata Jesus e os apóstolos durante a Última Ceia, com Judas Iscariotes, ao contrário de todos os outros apóstolos, sentado separadamente no lado próximo da mesa, como é comum em representações da Última Ceia na arte cristã.
Sant'Apollonia era um convento beneditino de freiras de clausura, e o afresco de Castagno não era conhecido publicamente até que o convento foi suprimido em 1866: Vasari, por exemplo, parece não ter sabido da pintura.

## Descrição
Embora a Última Ceia seja descrita nos quatro Evangelhos, o afresco de Castagno parece estar mais alinhado com o relato do Evangelho de João, no qual onze dos apóstolos ficam confusos e o diabo "entra" em Judas quando Jesus anuncia que um de seus seguidores irá traí-lo. A postura de sono inocente de São João contrasta nitidamente com a postura tensa e ereta de Judas e com seus traços faciais exageradamente pontiagudos. Exceto por Judas, Cristo e seus apóstolos, incluindo o recumbente São João, todos têm acima de suas cabeças um disco translúcido de auréola.

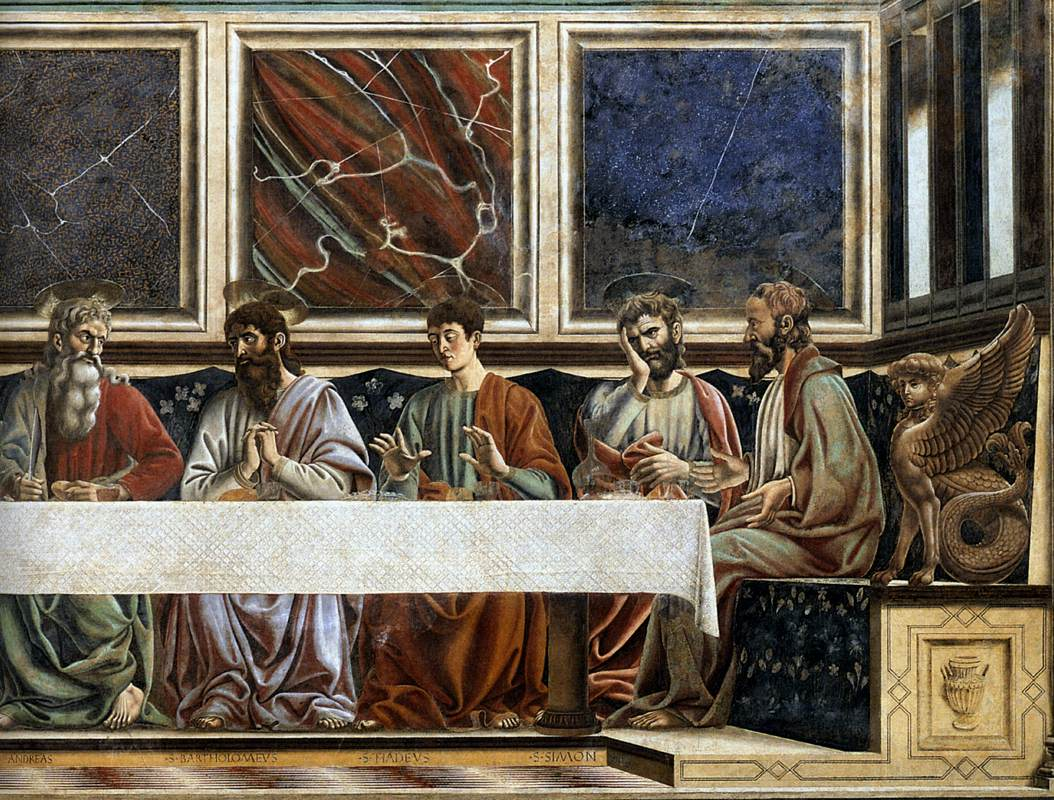
Andrea del Castagno, Sant'apollonia

O afresco é notável por seu detalhamento e naturalismo. As cores das vestes dos apóstolos e suas posturas contribuem para o equilíbrio da peça. As paredes de mármore altamente detalhadas remetem às pinturas murais do “Primeiro Estilo” romano, e os pilares e estátuas de grifo fazem lembrar a escultura da Antiguidade Clássica e a pintura trompe-l'œil. As auréolas são representadas em perspectiva.
A Última Ceia foi uma obra de destaque de Andrea del Castagno e de seu ateliê. A qualidade das figuras e dos detalhes é desigual; a mão direita de São Pedro parece ter sido substituída por uma mão esquerda.[carece de fontes?] Algumas figuras demonstram um certo distanciamento emocional, típico do início do Alto Renascimento, exemplificado pelo estilo de Piero della Francesca. Esta obra, localizada no refeitório de um convento de freiras enclausuradas, pode ter sido vista por Leonardo da Vinci antes de ele pintar sua própria e muito mais emotiva Última Ceia.[carece de fontes?]
O afresco está em excelente estado de conservação, em parte porque permaneceu atrás de uma parede de gesso por mais de um século. O afresco contemporâneo de Castagno no registro superior, que não foi protegido, apresenta maior degradação, e retrata a Crucificação, ladeada pela Ressurreição e pelo Sepultamento de Cristo.